# Chamaecrista trichopoda
Chamaecrista trichopoda là một loài thực vật có hoa trong họ Đậu. Loài này được (Benth.) Britton & Killip miêu tả khoa học đầu tiên.